# تشاك راسيل
تشاك راسيل (بالإنجليزية: Chuck Russell)‏ (و. 1952  م) هو مخرج أفلام، ومنتج أفلام، وكاتب سيناريو، وممثل أفلام أمريكي، ولد في بارك ريدج.

## وصلات خارجية
- تشاك راسيل على موقع IMDb (الإنجليزية)
- تشاك راسيل على موقع ألو سيني (الفرنسية)
- تشاك راسيل على موقع أول موفي (الإنجليزية)
- تشاك راسيل على موقع قاعدة بيانات الأفلام السويدية (السويدية)
- تشاك راسيل على موقع قاعدة بيانات الفيلم (الإنجليزية)
- تشاك راسيل على موقع كينوبويسك (الروسية)